# Bryum bartramioides
Bryum bartramioides là một loài rêu trong họ Bryaceae. Loài này được Hook. mô tả khoa học đầu tiên năm 1818.